# Obritzberg-Rust
Obritzberg-Rust är en kommun  i Österrike. Den ligger i distriktet Sankt Pölten-Land i förbundslandet Niederösterreich, 60 kilometer väster om huvudstaden Wien.
Kommunen består av 25 orter (Ortschaften) (inom parentes invånarantal 1 januari 2024):

- Angern (51)
- Diendorf (45)
- Doppel (13)
- Eitzendorf (34)
- Flinsdorf (63)
- Fugging (92)
- Greiling (54)
- Großhain (166)
- Großrust (440)
- Grünz (92)
- Heinigstetten (26)
- Hofstetten (24)
- Kleinhain (172)
- Kleinrust (127)
- Landhausen (42)
- Mittermerking (16)
- Neustift (77)
- Obermerking (56)
- Obritzberg (302)
- Pfaffing (50)
- Schweinern (146)
- Thallern (39)
- Untermerking (55)
- Winzing (20)
- Zagging (144)